# トマイマイシン
トマイマイシン（英: Tomaymycin）は、分子式C16H20N2O4で表される抗腫瘍薬および抗生物質のピロロベンゾジアゼピンである 。トマイマイシンは細菌であるStreptomyces achromogenesにより産生される。